# Mathias Singh
Mathias Johannes Singh, folkbokförd Mathias Johannes Sing, född 2 juli 1977, är en svensk professionell dansare, koreograf och danslärare på Danscenter Stockholm. Han är mest känd för att vara med i popgruppen Star Pilots. Han har även varit med i en uppsättning av musikalen West Side Story. 
Han var programledare för barnprogrammet Lattjo Lajban. Han var under 10 år figuren Rabalder i TV4:s Rummel och Rabalder. Han hade  en barnföreställning, Prinsessan Sandra och Prinskörven, med artisten Sandra Dahlberg.
Mathias Singh arbetar som koreograf tillsammans med Emilio Perrelli. De artister han arbetat med är EMD, Linda Bengtzing, Darin, Carola Häggkvist, Rebound, Jasmine Kara, Ola Svensson, Danny, September, Elin Lanto, Lovestone och Sibel. Han har även arbetat med Melodifestivalen.
Han drev under en tid danstidningen 5678. Han är bosatt i Farsta i Stockholm.